# Islom Axmedov
Islom Axmedov, uzb. cyr. Ислом Ахмедов, ros. Ислам Исмаилович Ахмедов, Isłam Ismaiłowicz Achmiedow (ur. 8 listopada 1961, Uzbecka SRR) – uzbecki piłkarz, grający na pozycji obrońcy, trener piłkarski.

## Kariera piłkarska
W 1978 rozpoczął karierę piłkarską w miejscowej drużynie Traktor Taszkent. W 1981 został zaproszony do Paxtakoru Taszkent. W 1987 został powołany do służby wojskowej, podczas której występował w SKA Rostów nad Donem. Po zwolnieniu z wojska w 1988 wrócił do Traktoru Taszkent. Latem 1990 został piłkarzem Kajratu Ałmaty. Potem ponownie grał w Traktorze Taszkent oraz w nowo założonym klubie Paxtakor-79 Taszkent. W 1993 zasilił skład rosyjskiego Mietałłurga Krasnojarsk. W 1994 przeszedł do Qizilqumu Zarafshon, w którym zakończył karierę piłkarza w roku 1995.

## Kariera trenerska
Jeszcze będąc piłkarzem rozpoczął pracę szkoleniowca. W 1992 również grał i trenował w klubie Paxtakor-79 Taszkent, a w latach 1994-1995 łączył funkcje trenerskie i piłkarskie w drużynie z Zarafshonu, która nazywała się najpierw Qizilqum, a potem Progres. W 1996 został mianowany na stanowisko głównego trenera Nurawszonu Buchara. Od września 1997 do 1998 prowadził Xorazm Urgencz. W 1999 stał na czele klubu Zarafshon Navoiy. W latach 2000–2002 oraz 2005-2006 pracował z reprezentacjami Indii U-17 i U-18. W 2003 kierował drugoligowym klubem Al Thaid Szardża z ZEA. W 2004 został zaproszony na stanowisko selekcjonera juniorskiej reprezentacji Uzbekistanu. Od 2007 do 2008 prowadził Uz DongJu Andiżan. W 2009 pomagał trenować Mashʼal Muborak, a w 2010 kazachski Łaszyn Taraz. 10 stycznia 2011 został mianowany na stanowisko głównego trenera kirgiskiego klubu Abdysz-Ata Kant. 21 października 2011 również objął prowadzenie kobiecej reprezentacji Uzbekistanu. W 2012 zmienił Siergieja Tagijewa w klubie Łaszyn Karatau, a 3 lipca 2012 ponownie stał na czele Abdysz-Aty Kant. Od 2013 do 2014 pracował jako instruktor techniczny AFC.

## Sukcesy i odznaczenia

### Sukcesy trenerskie
Uz DongJu Andiżan
- wicemistrz Pierwszej Ligi Uzbekistanu: 2007

Abdysz-Ata Kant
- brązowy medalista Kirgistanu: 2011
- zdobywca Pucharu Kirgistanu: 2011